# Vígh Manci
Vígh Manci, Vursner Margit (Budapest, 1896. június 12. – Budapest, 1971. július 21.) magyar színésznő.

## Pályafutása
Vursner János és Deutsch Mária lánya. Az Országos Színészegyesület színiiskolájában végzett és 1914-ben lépett a színpadra. Éveken át működött Nagyváradon primadonnaként, majd 1918-ban a Városi Színházhoz szerződött és sikerrel szerepelt a Szép Saskia, a Marcsa katonája, a Lili bárónő, a Százszorszép, az Asszonykám stb. című darabokban. Közben játszott a Vígszínházban is a Kis grizettben. 1920-ban otthagyta a Városi Színházat, de Sebestyén Géza igazgató újra visszaszerződtette és többek között az Egy éj Velencében című darabban aratott nagy sikert. Temperamentumos játéka, kellemes megjelenése, kulturált énektudása és tánctehetsége folytán szívesen látott vendége volt a többi fővárosi színpadnak is. 1926. március 1-jén Budapesten, a Terézvárosban házasságra lépett Csortos Gyulával, ezután nem volt szerződése.

## Fontosabb színházi szerepei
- Marianne (Jean Gilbert: A hermelines hölgy)
- Marcsa (Robert Stolz: A kis grizett)
- Cibuletta (ifj. Johann Strauss: Egy éj Velencében)

## Filmszerepe
- Autogram Lili (1918)